# Frontofocòmetre

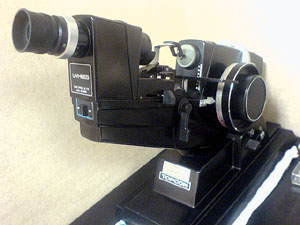
Frontofocòmetre

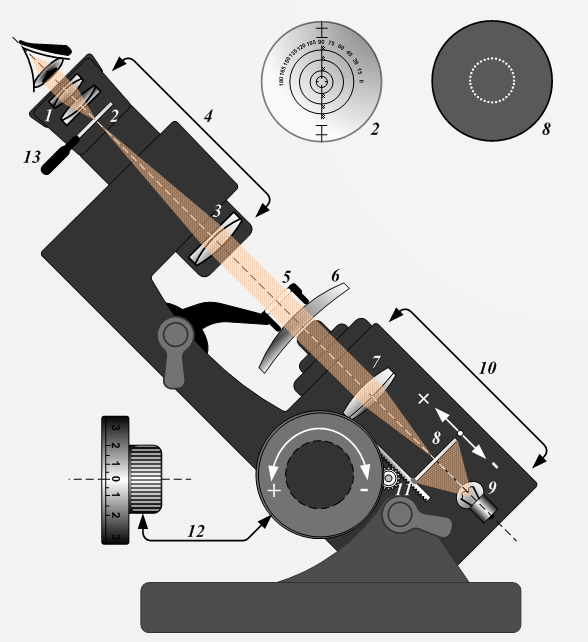
Secció transversal d'un simple frontofocòmetre 1 - Ocular ajustable 2 - Retícula
3 - Lent objecte 4 - Telescopi de Kepler
5 - Suport de la lent 6 - Lent a analitzar
7 - Lent estàndard 8 - Objectiu il·luminat
9 - Font lluminosa 10 - Col·limador
11 - Palanca d'ajust d'angle
12 - Tambor d'alimentació (+20 i -20 diòptries)
13 - Botó de l'escala del prisma

Un  frontofocòmetre  o  lensòmetre (en anglès:lensometer), és un instrument òptic per a la determinació del centre òptic i el mesurament de la potència d'una lent oftàlmica, així com la direcció de la component cilíndrica.
S'utilitza per marcar les lents oftàlmiques abans de tallar-les, d'acord amb la muntura. Disposa d'unes plomes per poder marcar el centre òptic i la direcció de l'eix.

## Història
El 1848, Antoine Claudet va fabricar el photographometer, un instrument dissenyat per a mesurar la intensitat dels raigs en fotografia; i el 1849 es va dur a terme el focimeter, per assegurar un enfocament perfecte en el retrat fotogràfic. El 1876, Hermann Snellen va introduir el phakometer que era un conjunt similar a un banc òptic que podia mesurar la potència òptica i trobar el centre òptic d'una lent convexa. Troppman va fer un pas més el 1912, en presentar el primer instrument de mesurament directe.
El 1922, es va presentar una patent per al primer lensometer de projecció, que compta amb un sistema similar al lensometer estàndard de la foto de dalt, però que projecta l'objecte mesurat sobre una pantalla eliminant la necessitat de correcció de l'error de refracció de l'observador i el requisit d'acoblar un petit telescopi a l'instrument. Tot i aquests avantatges el disseny de Troppman segueix sent predominant en el món de l'òptica.